# Nannerlia bombretensis
Nannerlia bombretensis är en kvalsterart som beskrevs av Hammer 1977. Nannerlia bombretensis ingår i släktet Nannerlia och familjen Scheloribatidae. Inga underarter finns listade i Catalogue of Life.